# Bonaventure de Nédonchel
Marie-Alexandre-Bonaventure, baron de Nédonchel, vicomte de Staple et de Walval, (24 mai 1741, château de Baralle - 13 février 1834, Valenciennes), est un général et homme politique français.

## Biographie
D'une ancienne famille noble de l'Artois, il suivit la carrière militaire et prit part à la guerre de Sept Ans. Maréchal de camp en 1788, il est admis aux Honneurs de la Cour le 23 février 1789.
Grand bailli d'honneur et d'épée du Quesnoy, il est élu député suppléant de la noblesse aux États généraux par le bailliage du Quesnoy le 19 avril 1789.
Admis à siéger le 22 janvier 1790, en remplacement du duc de Croÿ, démissionnaire, il se plaça au côté droit, avec lequel il vota silencieusement, et signa les protestations des 11 et 15 septembre 1791 contre les actes de la Constituante. Il s'opposa à la suppression des titres, à l'abolition de la noblesse, aux assignats, au rattachement d'Avignon à la France, ainsi qu'à la constitution civile du clergé.
Il se retira de la vie politique après la session et rejoignit l'Armée des princes.
Il devint conseiller général du Pas-de-Calais sous l'Empire.
Rallié à la Restauration, il obtient le grade de lieutenant général le 10 juillet 1816 et fut nommé commandeur de l'ordre de Saint-Louis en 1827.

## Distinctions
- Commandeur de l'Ordre royal et militaire de Saint-Louis

## Sources
- « Bonaventure de Nédonchel », dans Adolphe Robert et Gaston Cougny, Dictionnaire des parlementaires français, Edgar Bourloton, 1889-1891 [détail de l’édition]